# Advanced Combat Optical Gunsight

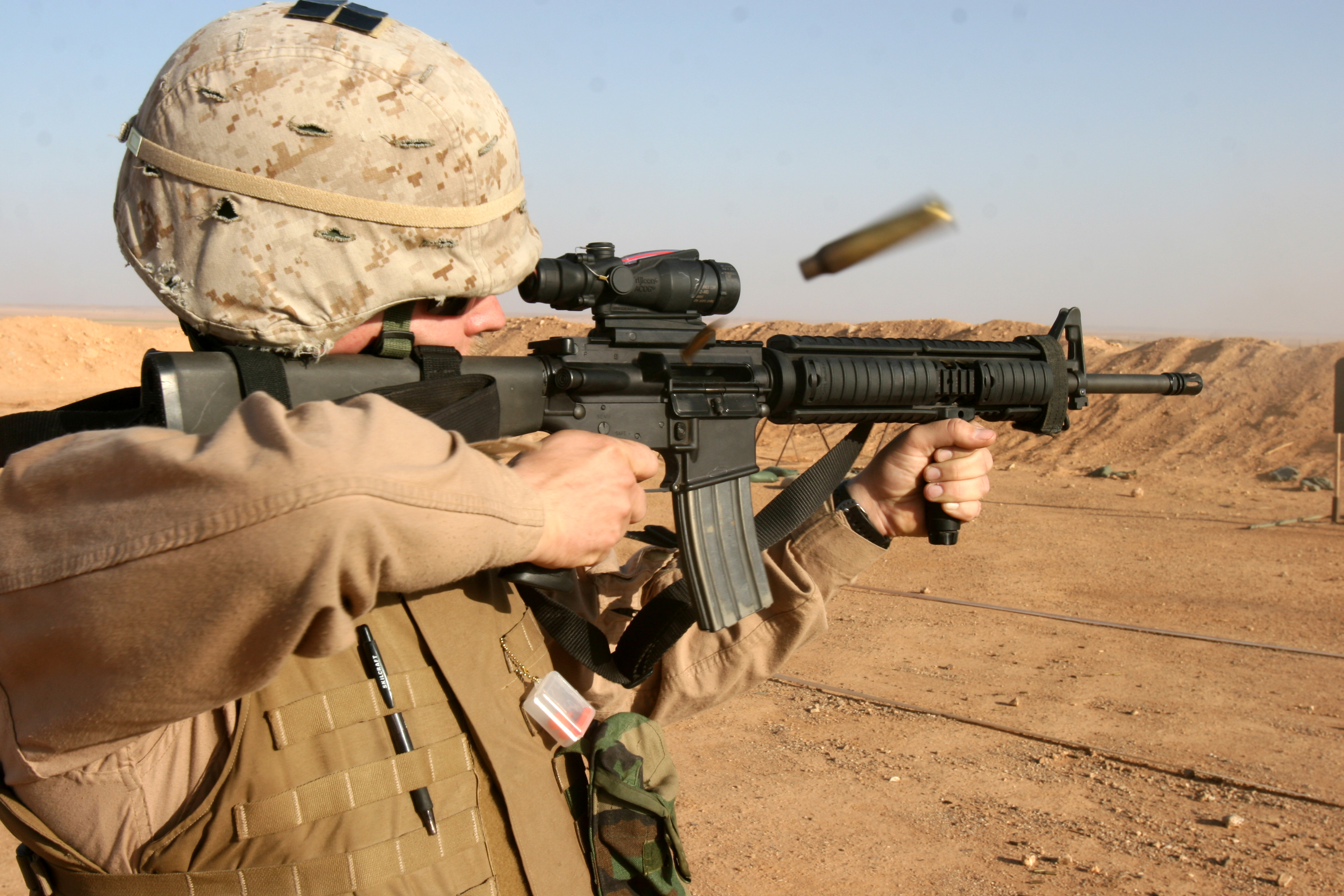
Un mirino ACOG su un M16A4

L'Advanced Combat Optical Gunsight (spesso abbreviato in ACOG) è un mirino telescopico prodotto dall'azienda statunitense Trijicon ed utilizzato per armi quali carabine e fucili d'assalto. L'ingrandimento varia da 1,5x a 6x a seconda dei modelli e permette di colpire bersagli fino a 1200 m.
A differenza del mirino Aimpoint CompM2 non necessita di batterie e l'illuminazione è fornita da un sistema di rifrazione a fibra ottica durante il giorno e da un reticolo con tracciante al trizio di notte.

## Utilizzo

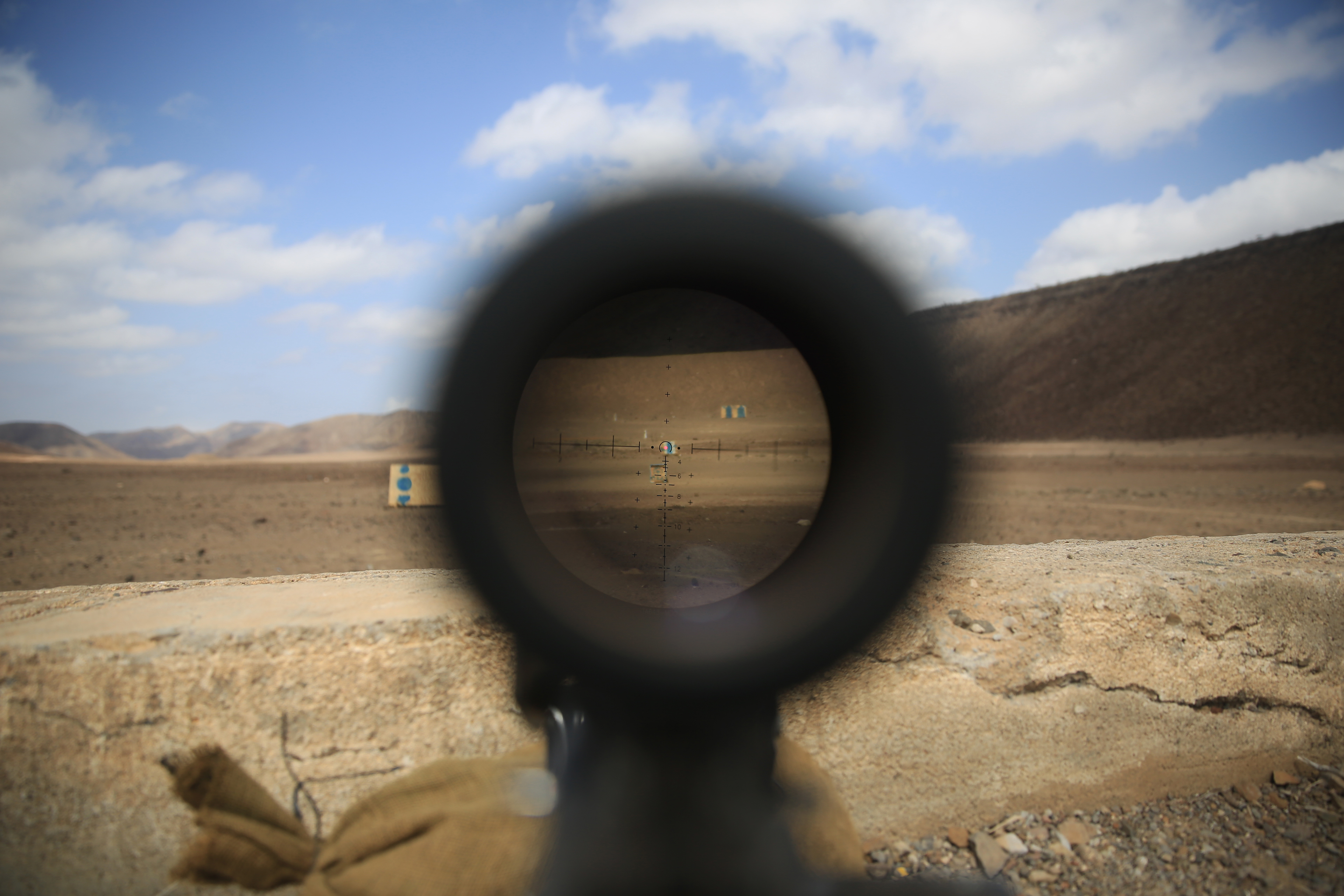
Vista da un mirino ACOG

Grazie alla sua affidabilità e resistenza, il mirino ACOG è tra i più utilizzati dagli eserciti e dalle forze speciali di tutto il mondo. In particolare il mirino ACOG 4x è stato incluso nel kit di accessori SOPMOD.
Per mezzo di opportuni supporti, quali il Rail Interface System, il mirino può essere montato su una vasta gamma di armi, come l'M16 o l'M4A1.